# أو أو سي أل
أورينت أفرسيز لخطوط الحاويات، والمعروف باسم (OOCL)، هو هونغ كونغ حاوية الشحن والخدمات اللوجستية خدمة الشركة.
هي شركة نقل دولية متكاملة للحاويات والخدمات اللوجستية والمحطات الطرفية  ولها مكاتب في 70 دولة. لديها 59 سفينة من فئات مختلفة ، مع قدرة تتراوح من 2,992 إلى 21,413 ، بما في ذلك اثنين من السفن من فئة الجليد لظروف الطقس القاسية.
أو أو سي أل عضو في التحالف الكبير  تشكيله في عام 1998.الأعضاء المؤسسون هم هاباج لويد ( ألمانيا ) ،نيبون يوشن كايشا ( اليابان ) و أو أو سي أل (هونج كونج).

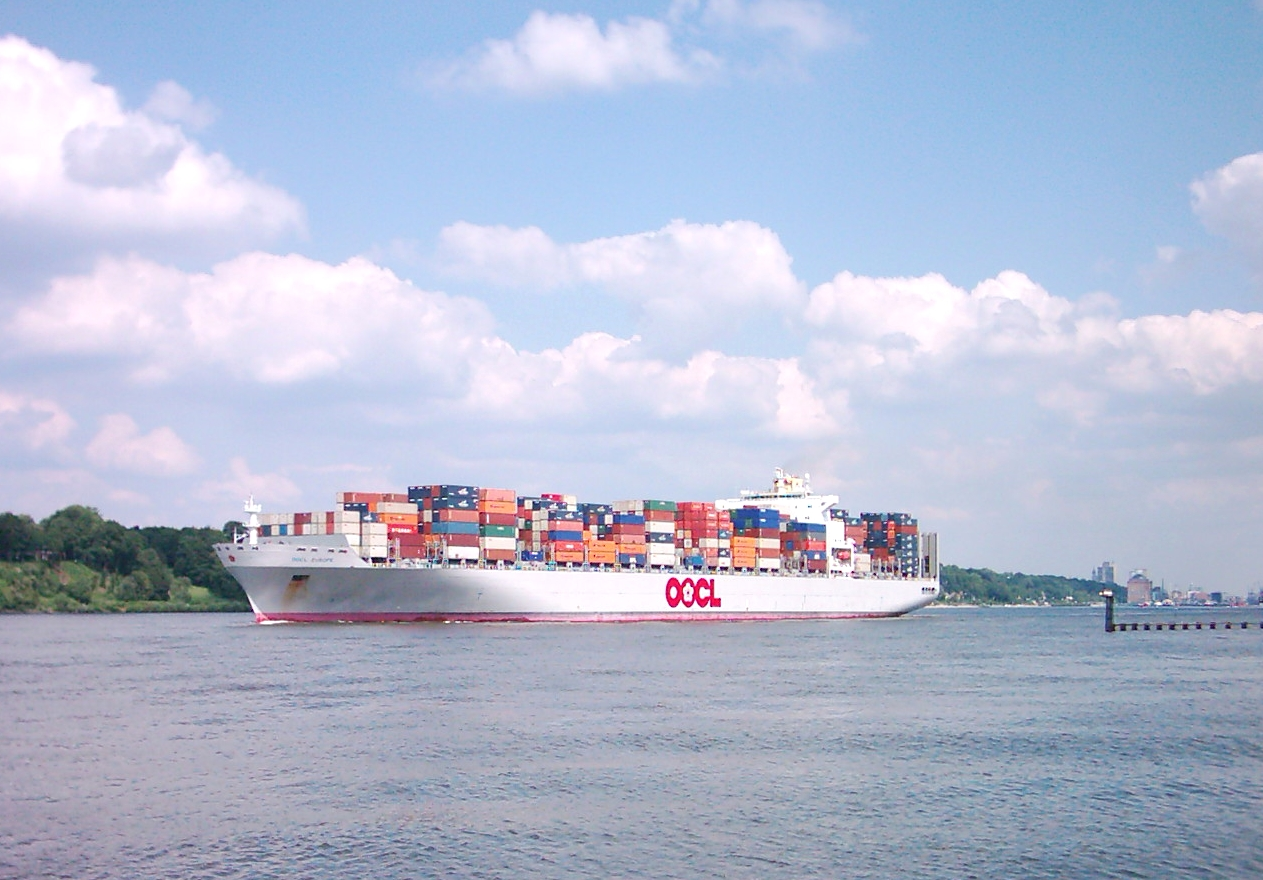
OOCL أوروبا على إلبه ، في هامبورغ ، ألمانيا.

## روابط خارجية
- الموقع الرسمي OOCL
- تاريخ OOCL
- مجموعة النفط
- اللوجستية OOCL
- مركز خدمة التحالف الكبير